# پایگاه هوایی کوبی
پایگاه هوایی کوبی (به انگلیسی: Naval Air Station Cubi Point) (به زبان بومی: Naval Base Subic Bay) یک فرودگاه با کد یاتا NCP است . این فرودگاه در کشور فیلیپین قرار دارد .